# 썬번 (1999년 영화)
《썬번》(Sunburn)은 미국에서 제작된 넬슨 험 감독의 1999년 코미디, 드라마 영화이다. 파로마 바에자 등이 주연으로 출연하였다.

## 출연

### 주연
- 파로마 바에자
- 킬리언 머피
- 배리 워드

### 조연
- 마이클 리브만
- 잉게보르가 다프쿠나이트

## 기타
- 미술: 마크 화이트
- 배역: 질리언 레이놀즈